# Elonichthys
Elonichthys è un genere di pesci ossei estinto, appartenente ai paleonisciformi. Visse tra il Carbonifero inferiore e il Permiano superiore (circa 330 - 260 milioni di anni fa) e i suoi resti fossili sono stati ritrovati in Europa, Groenlandia, Nordamerica e Sudafrica. 

## Descrizione
Questo pesce era di dimensioni solitamente piccole, anche se alcuni esemplari potevano raggiungere i 25 - 30 centimetri di lunghezza. Il corpo di Elonichthys era piuttosto slanciato ma relativamente robusto; la testa era allungata e il muso era corto e piuttosto appuntito. Gli occhi erano relativamente piccoli, mentre la bocca era armata di piccoli denti aguzzi e piuttosto profonda. 
La pinna dorsale era alta e di forma triangolare, posta appena la metà del corpo, e di fronte ad essa erano presenti grandi scaglie ossificate e aguzze. La pinna anale era di dimensioni e forma simili, ma leggermente più arretrata. Le pinne pettorali e ventrali erano piuttosto sottili e grandi. Le scaglie, di forma pressoché quadrata, erano disposte in file diagonali e si ingrandivano mano a mano che procedevano verso la metà del corpo. La coda era dotata di un lobo superiore leggermente più forte e pronunciato.
Elonichthys possedeva varie caratteristiche arcaiche, tra cui la presenza di un suspensorium obliquo, la regione della gola molto ampia, le pinne dotate di fulcri e lepidotrichi divisi, le pinne pettorali con lepidotrichi contigui alla base.

## Classificazione
Descritto per la prima volta nel 1848, il genere Elonichthys è divenuto una sorta di "cestino dei rifiuti" per numerosissime specie di pesci ossei arcaici vissuti tra il Carbonifero e il Permiano. La specie tipo descritta da Giebel è Elonichthys germari, del bacino della Saale in Germania. Altre specie sono E. whaitsi del Sudafrica, E. punctatus del Permiano tedesco, E. peltigerus del Carbonifero superiore di Mazon Creek (Illinois).

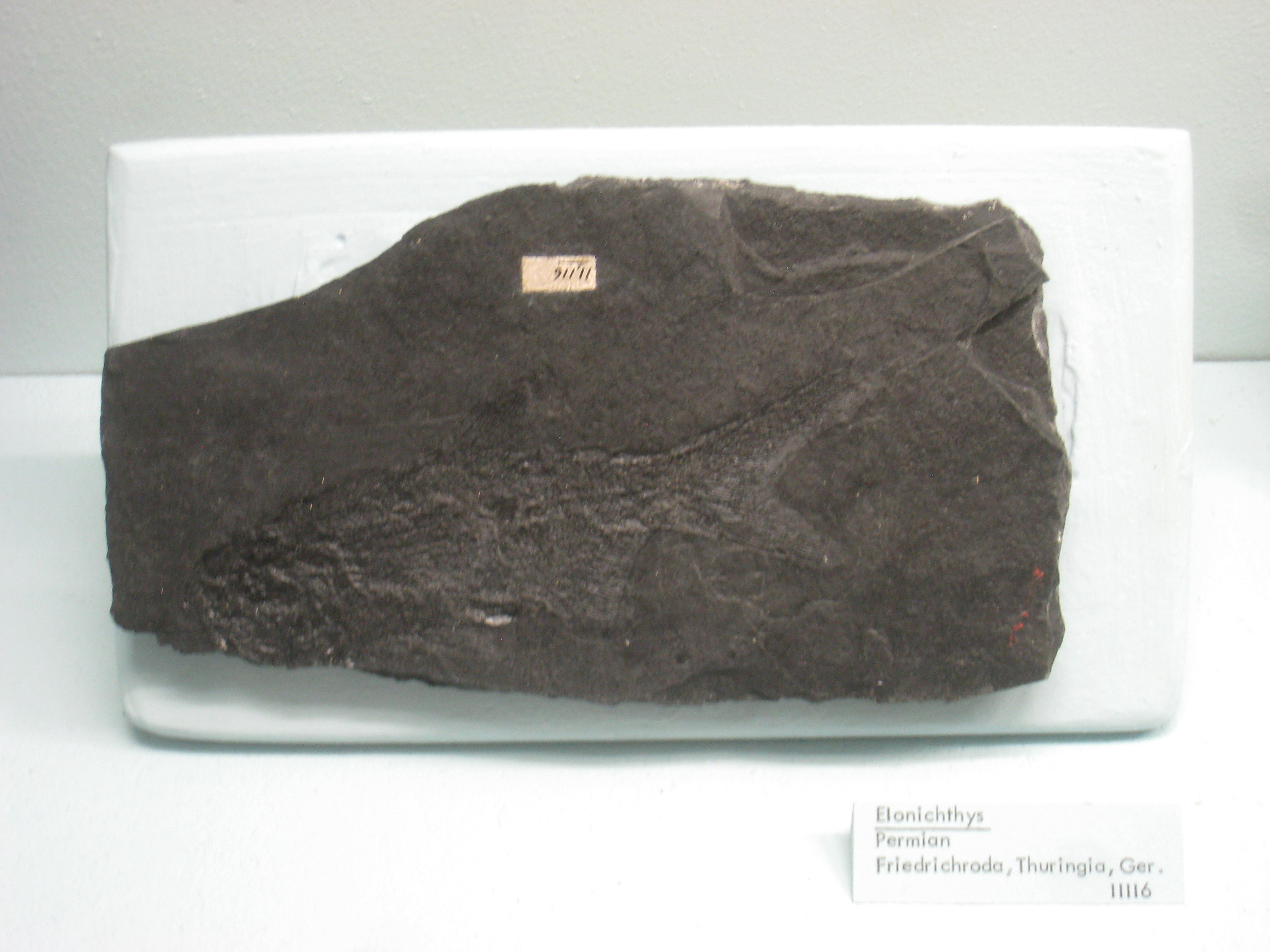
Fossile di Elonichthys

Elonichthys è il genere eponimo degli Elonichthyidae, un gruppo di pesci ossei arcaici tipici del Carbonifero-Permiano, diffusi in gran parte del mondo e considerati forme piuttosto specializzate del grande gruppo dei paleonisciformi.

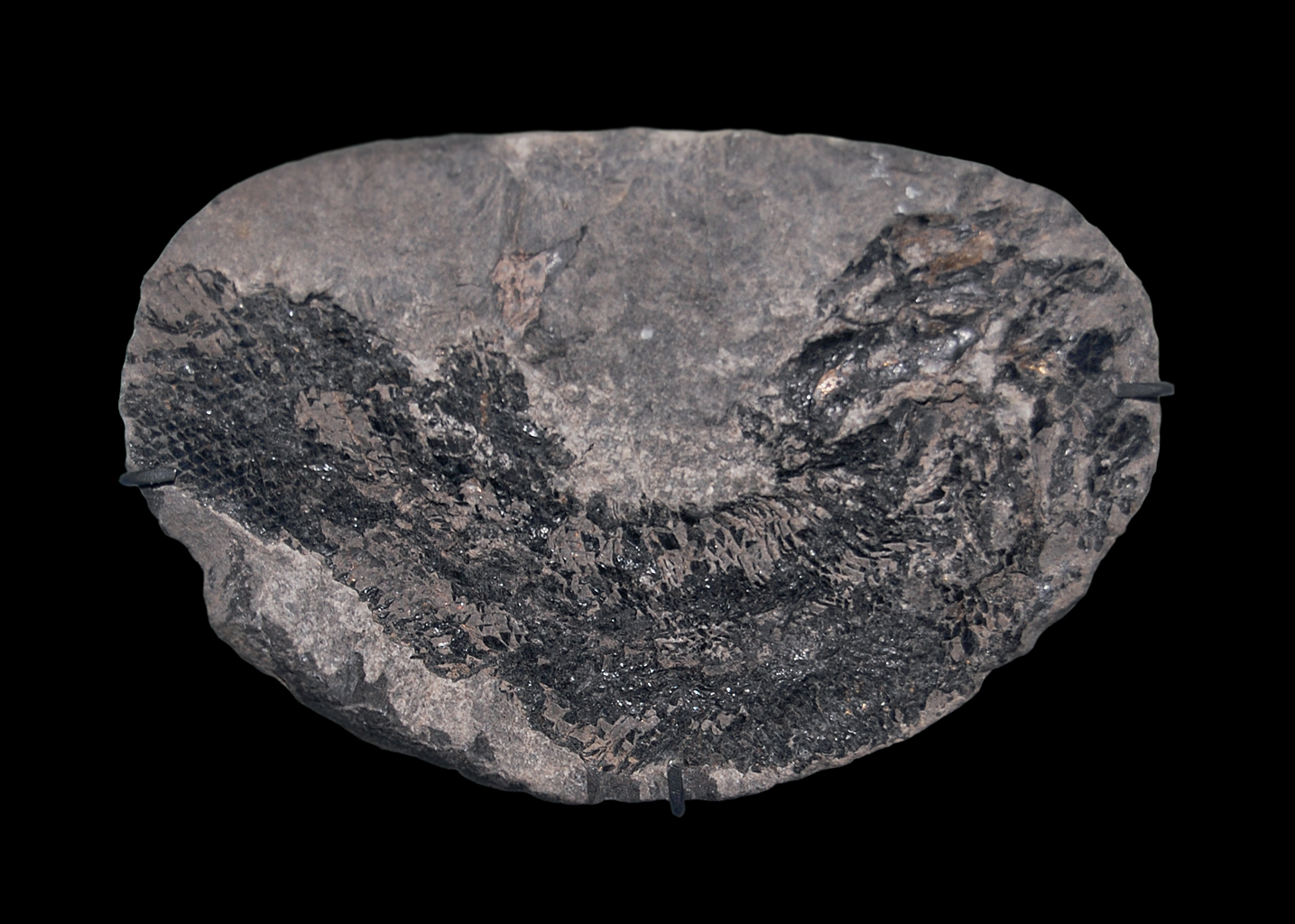
Fossile di Elonichthys

## Paleobiologia
Elonichthys era un piccolo pesce predatore che si nutriva di piccoli animali che catturava grazie a movimenti guizzanti.